# 22e législature de la Knesset
3 octobre 2019 - 16 mars 2020
(5 mois et 13 jours)
21e législature 23e législature
La 22e législature de la Knesset est un cycle parlementaire israélien de la Knesset, ouvert le 3 octobre 2019 à la suite des élections législatives du 17 septembre précédent et clos le 16 mars 2020 avec l'ouverture de la 23e législature.